# Phytomyza orobanchia
Phytomyza orobanchia är en tvåvingeart som beskrevs av Johann Heinrich Kaltenbach 1864. Phytomyza orobanchia ingår i släktet Phytomyza och familjen minerarflugor. Inga underarter finns listade i Catalogue of Life.